# Héctor Mancilla
Héctor Raúl Mancilla Garcés (Purranque, Los Lagos, Chile, 12 de noviembre de 1980) es un exfutbolista profesional y entrenador chileno que jugaba como delantero. Fue internacional absoluto con la Selección de Chile desde 2004 hasta 2011. Es el máximo goleador en la historia de Huachipato, con 72 goles en 162 partidos.

## Trayectoria
Nace futbolísticamente en el Club Deportivo Santiago Morning de Purranque desde donde es traspasado al Malleco Unido en el año 1999. 
Entre 2000 y 2005 jugó en Huachipato donde anotó 72 goles en 162 partidos, además fue el máximo anotador en el Torneo Apertura 2005 con 13 goles. En 2006 llega a Colo-Colo donde anotó 12 goles en 15 partidos. Fue campeón con ese equipo en el Apertura 2006. 
Luego de ese torneo se traslada a México donde primero militó en Veracruz, Coatzacoalcos y el Toluca. En este último se convirtió en la gran figura siendo dos veces goleador en el Apertura 2008 y en el Clausura 2009 de la Primera División de México. Además con los Diablos Rojos fue campeón de Liga dos veces.
En 2010, Mancilla estuvo entre los 20 máximos goleadores de Primera División del mundo, específicamente en el puesto 15, con 25 goles.
En 2011 funda el Club Deportivo Purranque, de su ciudad natal, para militar en la Cuarta División del Fútbol Chileno, oficialmente conocida como Tercera B de Chile. En primera instancia Mancilla manifestó el deseo de resurgir a Malleco Unido de Angol, su primer club, pero la idea no fructificó. Este proyecto futbolístico solo duró una temporada debido a la poca identificación del club con la ciudad.

### Tigres UANL
A fines de noviembre de 2010, se conoce su llegada a los Tigres de la UANL. El 13 de agosto de 2011, en la jornada 5 del Apertura 2011, Mancilla convierte su gol número 100 en el fútbol mexicano, precisamente a su equipo predilecto: el América; partido en el que su equipo empató a 2 tantos. El 11 de diciembre de 2011, y después de 29 años de sequía, Tigres se proclamó campeón del fútbol mexicano, siendo Mancilla jugador clave en el equipo.

## Selección nacional
Su primera nómina fue en mayo de 2004, siendo citado de emergencia por el entonces DT de la selección Juvenal Olmos para los partidos por las Clasificatorias a Alemania 2006 frente a Venezuela y Brasil, pero Mancilla no jugó. El mismo año en julio, fue nominado como parte del plantel que disputaría la Copa América 2004 en Perú. Mancilla debutó con la Selección de fútbol de Chile en el primer partido de la fase de grupos frente a Brasil el 8 de julio, entrando a los 66 minutos de juego en la derrota por 1-0. Mancilla disputó los otros 2 partidos de fase de grupos frente a Selección de fútbol de Paraguay y Costa Rica, con resultados de 1-1 y 1-2 respectivamente, que significaron que Chile no lograra pasar fase de grupos. En el torneo, Mancilla tuvo una discreta presentación lo que le cerró la puerta en el combinado chileno por mucho tiempo, hasta marzo de 2009, donde al destacarse en el Toluca le valió una convocatoria en la escuadra dirigida por Marcelo Bielsa que lo citó para los partidos por las Clasificatorias a Sudáfrica 2010 contra Perú y Uruguay, donde no jugó. Mancilla pudo disputar partidos por las Clasificatorias a Sudáfrica 2010 frente a Paraguay y Bolivia, ambos partidos ganados por 0-2 y 4-0 respectivamente. Chile logró la clasificación al mundial tras vencer a Colombia por 2-4, clasificando como segundo en la tabla, partido en que Mancilla no jugó. Finalmente en mayo de 2010, no fue convocado en la lista definitiva de 23 jugadores para representar a la Selección en el Mundial de Sudáfrica 2010 y en su lugar fueron citados los delanteros Humberto Suazo y Esteban Paredes. 
Actualmente y desde marzo de 2022 dirige al Escorpiones de la Liga Premier de México.

### Participaciones en Copa América
| Torneo            | Sede | Resultado    | PJ | Goles |
| ----------------- | ---- | ------------ | -- | ----- |
| Copa América 2004 | Perú | Primera fase | 3  | 0     |

#### Participaciones en Clasificatorias a Copas del Mundo
| Eliminatoria                     | Posición | PJ | Goles |
| -------------------------------- | -------- | -- | ----- |
| Clasificatorias a Sudáfrica 2010 | 2º       | 2  | 0     |

### Partidos internacionales
Actualizado al último partido jugado el 29 de marzo de 2011.
| Partidos internacionales | Partidos internacionales | Partidos internacionales                                  | Partidos internacionales | Partidos internacionales | Partidos internacionales | Partidos internacionales | Partidos internacionales         |
| --- | ------------------------ | --------------------------------------------------------- | ------------------------ | ------------------------ | ------------------------ | ------------------------ | -------------------------------- |
| \| N.º \| Fecha \| Estadio \| Local \| Resultado \| Visitante \| Goles \| Competición \| \| --- \| ----------------------- \| --------------------------------------------------------- \| ---------------------- \| --------- \| ---------- \| ----- \| -------------------------------- \| \| 1 \| 8 de julio de 2004 \| Estadio de la UNSA, Arequipa, Perú \| Brasil \| 1-0 \| Chile \| \| Copa América 2004 \| \| 2 \| 11 de julio de 2004 \| Estadio de la UNSA, Arequipa, Perú \| Paraguay \| 1-1 \| Chile \| \| Copa América 2004 \| \| 3 \| 14 de julio de 2004 \| Estadio Jorge Basadre, Tacna, Perú \| Chile \| 1-2 \| Costa Rica \| \| Copa América 2004 \| \| 4 \| 6 de junio de 2009 \| Estadio Defensores del Chaco, Asunción, Paraguay \| Paraguay \| 0-2 \| Chile \| \| Clasificatorias a Sudáfrica 2010 \| \| 5 \| 10 de junio de 2009 \| Estadio Nacional Julio Martínez Prádanos, Santiago, Chile \| Chile \| 4-0 \| Bolivia \| \| Clasificatorias a Sudáfrica 2010 \| \| 6 \| 12 de agosto de 2009 \| Estadio Brøndby, Copenhague, Dinamarca \| Dinamarca \| 1-2 \| Chile \| \| Amistoso \| \| 7 \| 7 de septiembre de 2010 \| Estadio Lobanovsky Dynamo, Kiev, Ucrania \| Ucrania \| 2-1 \| Chile \| \| Amistoso \| \| 8 \| 9 de octubre de 2010 \| Estadio Sheikh Zayed, Abu Dabi, Emiratos Árabes Unidos \| Emiratos Árabes Unidos \| 0-2 \| Chile \| \| Amistoso \| \| 9 \| 12 de octubre de 2010 \| Estadio de la Policía Real de Omán, Mascate, Omán \| Omán \| 0-1 \| Chile \| \| Amistoso \| \| 10 \| 29 de marzo de 2011 \| Kyocera Stadion, La Haya, Holanda \| Chile \| 2-0 \| Colombia \| \| Amistoso \| |                          |                                                           |                          |                          |                          |                          |                                  |
| N.º | Fecha                    | Estadio                                                   | Local                    | Resultado                | Visitante                | Goles                    | Competición                      |
| 1 | 8 de julio de 2004       | Estadio de la UNSA, Arequipa, Perú                        | Brasil                   | 1-0                      | Chile                    |                          | Copa América 2004                |
| 2 | 11 de julio de 2004      | Estadio de la UNSA, Arequipa, Perú                        | Paraguay                 | 1-1                      | Chile                    |                          | Copa América 2004                |
| 3 | 14 de julio de 2004      | Estadio Jorge Basadre, Tacna, Perú                        | Chile                    | 1-2                      | Costa Rica               |                          | Copa América 2004                |
| 4 | 6 de junio de 2009       | Estadio Defensores del Chaco, Asunción, Paraguay          | Paraguay                 | 0-2                      | Chile                    |                          | Clasificatorias a Sudáfrica 2010 |
| 5 | 10 de junio de 2009      | Estadio Nacional Julio Martínez Prádanos, Santiago, Chile | Chile                    | 4-0                      | Bolivia                  |                          | Clasificatorias a Sudáfrica 2010 |
| 6 | 12 de agosto de 2009     | Estadio Brøndby, Copenhague, Dinamarca                    | Dinamarca                | 1-2                      | Chile                    |                          | Amistoso                         |
| 7 | 7 de septiembre de 2010  | Estadio Lobanovsky Dynamo, Kiev, Ucrania                  | Ucrania                  | 2-1                      | Chile                    |                          | Amistoso                         |
| 8 | 9 de octubre de 2010     | Estadio Sheikh Zayed, Abu Dabi, Emiratos Árabes Unidos    | Emiratos Árabes Unidos   | 0-2                      | Chile                    |                          | Amistoso                         |
| 9 | 12 de octubre de 2010    | Estadio de la Policía Real de Omán, Mascate, Omán         | Omán                     | 0-1                      | Chile                    |                          | Amistoso                         |
| 10 | 29 de marzo de 2011      | Kyocera Stadion, La Haya, Holanda                         | Chile                    | 2-0                      | Colombia                 |                          | Amistoso                         |

## Clubes

### Como jugador
| Club               | País     | Año       |
| ------------------ | -------- | --------- |
| Malleco Unido      | Chile    | 1999-2000 |
| Huachipato         | Chile    | 2000-2005 |
| Colo-Colo          | Chile    | 2006      |
| Veracruz           | México   | 2006-2007 |
| Coatzacoalcos      | México   | 2008      |
| Toluca             | México   | 2008-2010 |
| Tigres UANL        | México   | 2011-2012 |
| Atlas              | México   | 2012      |
| Morelia            | México   | 2013      |
| Cúcuta Deportivo   | Colombia | 2014      |
| Huachipato         | Chile    | 2015      |
| Dorados de Sinaloa | México   | 2015      |
| Tigres UANL        | México   | 2016      |
| Lobos BUAP         | México   | 2017      |
| Malleco Unido      | Chile    | 2018      |

### Como entrenador
| Club            | País   | Año  |
| --------------- | ------ | ---- |
| Escorpiones FC  | México | 2022 |
| Real Apodaca FC | México | 2023 |

## Estadísticas
Actualizado al último partido jugado el 14 de mayo de 2016.
| Huachipato · Chile |               |               |     |     |    |    |    |     |     |      |      |
| 1ª | 2000          | 3             | 0   | -   | -  | -  | -  | 3   | 0   | 0.00 |      |
| 1ª | 2001          | 10            | 2   | -   | -  | -  | -  | 10  | 2   | 0.20 |      |
| 1ª | 2002          | 17            | 0   | 1   | 1  | -  | -  | 18  | 1   | 0.05 |      |
| 1ª | 2003          | 37            | 18  | 3   | 1  | -  | -  | 40  | 19  | 0.47 |      |
| 1ª | 2004          | 34            | 22  | 2   | 0  | -  | -  | 36  | 22  | 0.61 |      |
| 1ª | 2005          | 43            | 22  | -   | -  | -  | -  | 43  | 22  | 0.51 |      |
| 1ª | C-2015        | 12            | 6   | -   | -  | -  | -  | 12  | 6   | 0.50 |      |
| Total club | Total club    | 156           | 70  | 6   | 2  | 0  | 0  | 162 | 72  | 0.44 |      |
| Colo-Colo · Chile |               |               |     |     |    |    |    |     |     |      |      |
| 1ª | 2006          | 15            | 12  | -   | -  | 2  | 0  | 17  | 12  | 0.71 |      |
| Total club | Total club    | 15            | 12  | 0   | 0  | 2  | 0  | 17  | 12  | 0.71 |      |
| Club Deportivo Veracruz · México |               |               |     |     |    |    |    |     |     |      |      |
| 1ª | 2006/07       | 23            | 9   | -   | -  | -  | -  | 23  | 9   | 0.39 |      |
| 1ª | A-2007        | 14            | 6   | -   | -  | -  | -  | 14  | 6   | 0.43 |      |
| Total club | Total club    | 37            | 15  | 0   | 0  | 0  | 0  | 37  | 15  | 0.41 |      |
| Coatzacoalcos · México |               |               |     |     |    |    |    |     |     |      |      |
| 2ª | C-2008        | 16            | 8   | -   | -  | -  | -  | 16  | 8   | 0.50 |      |
| Total club | Total club    | 16            | 8   | 0   | 0  | 0  | 0  | 16  | 8   | 0.50 |      |
| Deportivo Toluca · México |               |               |     |     |    |    |    |     |     |      |      |
| 1ª | 2008/09       | 41            | 27  | -   | -  | -  | -  | 41  | 27  | 0.66 |      |
| 1ª | 2009/10       | 39            | 23  | -   | -  | 6  | 3  | 45  | 26  | 0.56 |      |
| 1ª | A-2010        | 16            | 5   | -   | -  | 4  | 6  | 20  | 11  | 0.55 |      |
| Total club | Total club    | 96            | 55  | 0   | 0  | 10 | 9  | 106 | 64  | 0.60 |      |
| Tigres UANL · México |               |               |     |     |    |    |    |     |     |      |      |
| 1ª | C-2011        | 19            | 10  | -   | -  | -  | -  | 19  | 10  | 0.53 |      |
| 1ª | 2011/12       | 34            | 14  | -   | -  | -  | -  | 34  | 14  | 0.41 |      |
| 1ª | C-2016        | 7             | 0   | -   | -  | 1  | 0  | 8   | 0   | 0.00 |      |
| Total club | Total club    | 60            | 24  | 0   | 0  | 1  | 0  | 61  | 24  | 0.39 |      |
| Atlas · México |               |               |     |     |    |    |    |     |     |      |      |
| 1ª | A-2012        | 17            | 6   | -   | -  | -  | -  | 17  | 6   | 0.35 |      |
| Total club | Total club    | 17            | 6   | 0   | 0  | 0  | 0  | 17  | 6   | 0.35 |      |
| Morelia · México |               |               |     |     |    |    |    |     |     |      |      |
| 1ª | C-2013        | 16            | 12  | 2   | 1  | -  | -  | 18  | 13  | 0.72 |      |
| 1ª | 2013/14       | 33            | 11  | 3   | 3  | 2  | 1  | 38  | 15  | 0.39 |      |
| Total club | Total club    | 49            | 23  | 5   | 4  | 2  | 1  | 56  | 28  | 0.50 |      |
| Cúcuta · Colombia |               |               |     |     |    |    |    |     |     |      |      |
| 2ª | 2014          | 12            | 2   | -   | -  | -  | -  | 12  | 2   | 0.17 |      |
| Total club | Total club    | 12            | 2   | 0   | 0  | 0  | 0  | 12  | 2   | 0.17 |      |
| Dorados de Sinaloa · México |               |               |     |     |    |    |    |     |     |      |      |
| 1ª | A-2015        | 13            | 2   | 1   | 1  | -  | -  | 14  | 3   | 0.21 |      |
| Total club | Total club    | 13            | 2   | 1   | 1  | 0  | 0  | 14  | 3   | 0.21 |      |
| Lobos BUAP · México |               |               |     |     |    |    |    |     |     |      |      |
| 2ª | C-2017        | 6             | 1   | -   | -  | -  | -  | 6   | 1   | 0.17 |      |
| Total club | Total club    | 6             | 1   | 0   | 0  | 0  | 0  | 6   | 1   | 0.17 |      |
| Malleco Unido · Chile |               |               |     |     |    |    |    |     |     |      |      |
| 3ª | 2018          | 4             | 0   | -   | -  | -  | -  | 4   | 0   | 0.00 |      |
| Total club | Total club    | 4             | 0   | 0   | 0  | 0  | 0  | 4   | 0   | 0.00 |      |
| Total carrera | Total carrera | Total carrera | 481 | 218 | 12 | 7  | 15 | 10  | 508 | 235  | 0.46 |
| (1) Incluye datos de Copa MX y Liguilla Pre-Sudamericana. (2) Incluye datos de Copa Libertadores y Concacaf Liga Campeones. (3) No incluye goles en partidos amistosos. |               |               |     |     |    |    |    |     |     |      |      |

## Palmarés

### Campeonatos nacionales profesionales
| Título           | Club             | País   | Año    |
| ---------------- | ---------------- | ------ | ------ |
| Primera División | Colo-Colo        | Chile  | 2006-A |
| Primera División | Deportivo Toluca | México | 2008-A |
| Primera División | Deportivo Toluca | México | 2010-B |
| Primera División | Tigres           | México | 2011-A |
| Copa México      | Morelia          | México | 2013-A |

### Distinciones individuales
| Distinción                                     | Año       |
| ---------------------------------------------- | --------- |
| Goleador del Torneo Apertura de Chile          | 2005-A    |
| Hijo ilustre de Purranque                      | 2006      |
| Campeón de goleo del Torneo Apertura de México | 2008-A    |
| Campeón de goleo del Torneo Clausura de México | 2009-C    |
| Mejor Delantero en México                      | 2008/2009 |
| Bota de Oro Americana                          | 2009      |